# Жуан Феликс
Жуа́н Фе́ликс Секе́йра (порт. João Félix Sequeira, португальское произношение: [ʒuˈɐ̃w ˈfɛliks]; род. 10 ноября 1999, Визеу) — португальский футболист, нападающий саудовского клуба «Ан-Наср» и национальной сборной Португалии. Участник двух чемпионатов Европы (2020 и 2024) и чемпионата мира 2022.
Сначала тренировался в молодёжной академии «Порту», а в 2015 году перешёл в конкурирующую «Бенфику». Через год он начал выступать за резервную команду, а в 2018 году был переведён в первую команду, дебютировав в ней в 17 лет. Он помог «Бенфике» выиграть титул чемпиона в своём первом и единственном сезоне в составе команды и был удостоен звания лучшего молодого игрока года в Примейре и награды Golden Boy. В 2019 году подписал контракт с мадридским «Атлетико» на рекордную для клуба сумму в 126 миллионов евро (113 миллионов фунтов стерлингов), что стало четвёртым самым дорогим футбольным трансфером. В свой второй сезон в клубе он помог команде выиграть Ла Лигу 2020/21, что положило конец семилетней засухе в чемпионате.
Бывший игрок молодёжной сборной Португалии, представлявший свою страну на уровнях до 18, до 19 и до 21 года. Свой первый матч за национальную сборную сыграл в полуфинале Лиги наций УЕФА 2019 года, выиграв со своей сборной первый турнир на родной земле.

## Ранние годы
Жуан Феликс начал заниматься футболом в клубе «Пештиньяш» в 2007 году, а год спустя в возрасте восьми лет присоединился к молодёжной команде «Порту». После того как Феликс перешёл в «Порту», он столкнулся с такими проблемами, как плотный график занятий, включающий ежедневные поездки между Визеу и Порту. В возрасте 12 лет он переехал из дома родителей, чтобы жить рядом с тренировочными полями «Порту»; в более позднем интервью Феликс рассказал, что в это время он подумывал бросить футбол из-за нехватки свободного времени, но отец убедил его продолжить карьеру. В 2014 году был отпущен «Порту» из-за своего маленького роста (он опроверг эти заявления и сказал, что ушёл по собственному желанию), а в 2015 году, в возрасте 15 лет, перешёл в лиссабонскую «Бенфику» после сезонной аренды в «Падроэнсе».

## Клубная карьера

### «Бенфика»

#### Молодёжная команда (2016—2018)
17 сентября 2016 года дебютировал на профессиональном уровне в 16 лет за резервную команду «Бенфики» во Второй лиге, выйдя на замену Аурелиу Буте на 83-й минуте в безголевой ничьей с «Фреамунде». На тот момент он был самым молодым игроком, дебютировавшим за «Бенфику Б», рекорд был побит Шер Ндуром в мае 2021 года. Он сыграл 13 матчей и забил три гола за сезон, первый из которых стал утешительным в проигрыше от команды своего родного города «Академику де Визеу» (1:2). 30 января 2018 года он оформил хет-трик в домашней победе над «Фамаликаном» со счётом 5:0. В том же сезоне Феликс играл в Юношеской лиге УЕФА 2016/17, в которой сыграл ключевую роль в выходе «Бенфики» в финал турнира, где уступил «Ред Булл Зальцбургу» (1:2), забив шесть голов в этом турнире.

#### Попадание в основную команду и титул чемпиона (2018—2019)
Феликс был переведён в первую команду «Бенфики» на сезон 2018/19 и дебютировал в ней 18 августа в победе в Примейре над «Боавиштой» (2:0). Неделю спустя он забил свой первый гол в чемпионате, став самым молодым игроком, забившим в лиссабонском дерби, которое закончилось вничью 1:1. 16 января 2019 года он забил квалификационный гол против «Витории Гимарайнш» в четвертьфинале Кубка Португалии. После прихода Бруну Лажи на пост тренера «Бенфики» его первым решением стало более регулярное использование Феликса в атаке в паре с Харисом Сеферовичем, воспользовавшись неудачным выступлением Факундо Феррейры и Николаса Кастильо, а также травмой Жонаса. Позже Жуана хвалили за его игру в гостевой победе над «Спортингом» (4:2) в чемпионате, что вызвало интерес со стороны нескольких европейских клубов. Месяц спустя он забил гол в ответном матче над «Порту» (2:1) в О Класико, что позволило команде обогнать соперников в верхней части таблицы Примейры.
11 апреля 2019 года Феликс оформил хет-трик в победе над франкфуртским «Айнтрахтом» в Лиге Европы со счётом 4:2. При этом он стал самым молодым игроком (в возрасте 19 лет и 152 дней), забившим хет-трик в этом турнире, побив рекорд Марко Пьяцы на 67 дней. Португалец завершил свой первый сезон с 20 голами за команду, в том числе одним в последний день лиги, в победе над «Санта-Кларой» со счётом 4:1, чтобы завоевать титул; его 15 голов в лиге поставили его на четвёртое место в сезоне. В семи лучших чемпионатах Европы он занял второе место среди подростков по голам и передачам, уступив соответственно Каю Хаверцу и Джейдону Санчо.

### «Атлетико Мадрид»
3 июля 2019 года Жуан Феликс подписал семилетний контракт с испанским клубом «Атлетико Мадрид», заплатив за трансфер 126 млн евро (113 млн фунтов стерлингов) — четвёртую по величине сумму в истории футбола (это также самый крупный трансфер «Бенфики» и самое дорогое подписание «Атлетико» в истории), а также вторую по величине сумму, заплаченную за подростка (после Килиана Мбаппе): испанский клуб первоначально заплатил 30 млн евро, а остальные 96 млн евро — в рассрочку, тем самым превысив условия выкупа Феликса в 120 млн евро, а «Бенфика» заплатила 12 млн евро за посреднические услуги. По прибытии в клуб ему вручили футболку с номером 7, которую ранее носил Антуан Гризманн, ушедший в «Барселону».

#### Дебютный сезон (2019—2020)

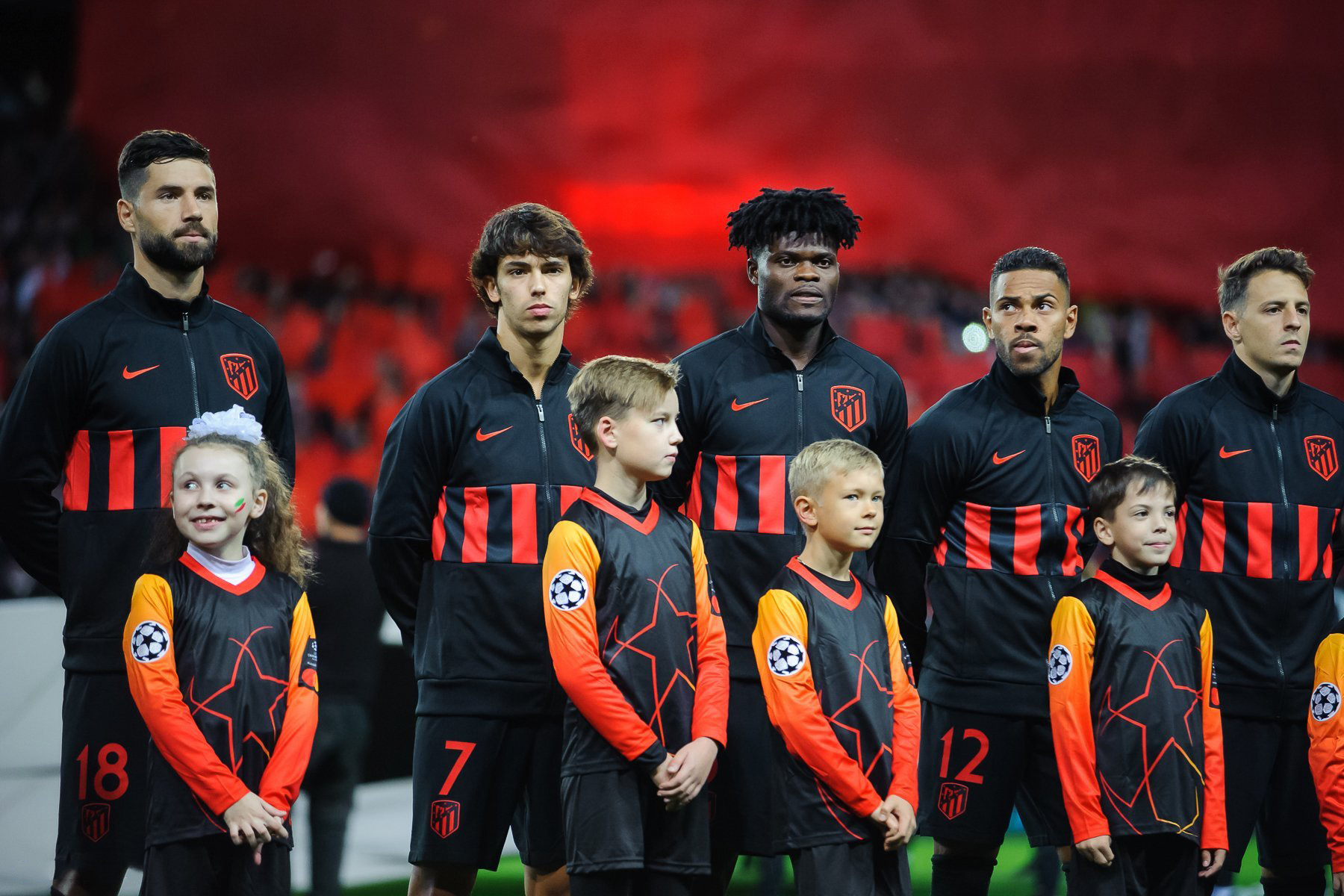
Жуан Феликс в составе мадридского «Атлетико», 1 октября 2019 года

Феликс дебютировал 19 августа 2019 года в матче с «Хетафе» (1:0). Несмотря на то, что он не забил гол, ему удалось заработать пенальти для «Атлетико» после того, как на нём сфолили в штрафной, который Альваро Мората впоследствии не реализовал. 25 августа португалец ассистировал Витоло в гостевом матче с «Леганесом» (1:0). Свой первый гол в Ла Лиге он забил 1 сентября в победе над «Эйбаром» со счётом 3:2; на 84-й минуте он был заменён на Томаса Партея. 1 октября Феликс забил свой первый гол в Лиге чемпионов и организовал ещё один гол в гостевой победе над московским «Локомотивом» со счётом 2:0, став самым молодым бомбардиром мадридского «Атлетико» в этом турнире в возрасте 19 лет.
19 октября Феликс получил травму лодыжки в матче с «Валенсией» после грубого фола Дани Парехо, в результате чего его команда осталась вдесятером, так как тренер Диего Симеоне уже сделал максимальное количество разрешённых замен. Изначально Симеоне считал, что травма португальца не слишком серьёзна, но медицинская бригада клуба показала, что повреждение лодыжки может быть серьёзным, в результате чего он выбыл из строя на месяц. Феликс вернулся в строй 23 ноября в гостевом матче с «Гранадой» (1:1). В это время Феликс был одним из 30 кандидатов, номинированных на «Золотой мяч» 2019 года.
27 ноября 2019 года Жуан Феликс стал вторым после Ренату Саншеша португальским игроком, получившим награду Golden Boy как лучший игрок Европы в возрасте до 21 года, опередив Джейдона Санчо из дортмундской «Боруссии». В декабре Феликс занял 28-е место в голосовании за «Золотой мяч» 2019 года.
В последующие месяцы Феликс начал испытывать трудности с адаптацией к игровому стилю Диего Симеоне, который пытался найти для него идеальную позицию либо правого вингера, либо второго нападающего; ему также пришлось столкнуться с тем, что нападающие при Симеоне должны были часто прессинговать соперников при игре от мяча, что часто оставляло его без игры, а при владении мячом он также не мог создавать голевые моменты, в результате чего испанская газета Marca назвала его одним из самых неудачных трансферов сезона.
9 января 2020 года Феликс дебютировал в Суперкубке Испании, выйдя на поле в полуфинале против «Барселоны» (3:2). Во время матча Феликс был вовлечён в перепалку с Жорди Альбой и его партнёрами по команде Лионелем Месси и Луисом Суаресом. 12 января «Атлетико Мадрид» уступил в финале соперникам из «Реала» со счётом 4:1 по пенальти. 23 января Феликс дебютировал в Кубке Испании в 1/8 финала, ассистировав Анхелю Корреа в матче с «Культураль Леонеса» (1:2). Через три дня португалец получил вторую травму ноги в домашнем матче с «Леганесом» (0:0), из-за чего снова выбыл из строя на месяц и пропустил три следующих матча «Атлетико Мадрид» в чемпионате, включая второе мадридское дерби в сезоне и первый матч 1/8 финала Лиги чемпионов против «Ливерпуля». Он вернулся в состав 23 февраля, заменив Витоло на 57-й минуте, и забил третий гол в домашней победе над «Вильярреалом» со счётом 3:1.
11 марта 2020 года, в дополнительное время второго матча «Атлетико» с «Ливерпулем», Феликс ассистировал Маркосу Льоренте, в результате чего команда вышла в четвертьфинал турнира. 25 мая было объявлено, что португалец получил травму левого колена, из-за чего ему придётся пропустить как минимум три недели. 13 августа Феликс вышел на замену во втором тайме матча с «РБ Лейпциг» в четвертьфинале Лиги чемпионов, заработал и реализовал пенальти, сравняв счёт в пользу «Атлетико»; матч закончился поражением со счётом 1:2, в результате которого его команда выбыла из турнира.

#### Титул Ла Лиги и борьба с травмами (2020—2021)
27 сентября 2020 года в первом матче «Атлетико» в Ла Лиге Феликс забил гол, сделал результативную передачу и заработал пенальти после того, как на нём сфолили в штрафной (который Сауль впоследствии не реализовал), в матче «Атлетико» против «Гранады» (6:1). 27 октября он забил дубль в победе над «Ред Булл Зальцбургом» (3:2) в групповом этапе Лиги чемпионов УЕФА 2020/21. После дублей в матчах с «Осасуной» и «Кадисом» в Ла Лиге он был признан игроком месяца в ноябре 2020 года. 1 декабря Феликс забил чемпионам Европы «Баварии», сыграв вничью 1:1. 24 января 2021 года он забил после подачи с углового и сравнял счёт в матче с «Валенсией» (3:1), забив свой первый гол в чемпионате за два месяца. В феврале он был заразился COVID-19, из-за чего пропустил следующие матчи «Атлетико» против «Сельты» и «Гранады». Он вернулся 17 февраля, сыграв вничью в гостях с «Леванте» (1:1).
16 мая в предпоследнем матче сезона Ла Лиги, Феликс оказал решающую помощь Ренану Лоди в победе над «Осасуной» со счётом 2:1, благодаря чему «Атлетико» остался на вершине турнирной таблицы. Из-за череды травм и нехватки игрового времени Жуан уступил место в стартовом составе нападения Анхелю Корреа, Луису Суаресу, Тома Лемару и Яннику Карраско, игравшему с ноября с травмой. В конце сезона он провёл 31 матч в чемпионате, забив 7 голов и отдав 6 результативных передач, а «Атлетико» выиграл свой первый титул чемпиона Ла Лиги за семь лет.

#### Признание и лучший игрок сезона в составе «Атлетико» (2021—2022)

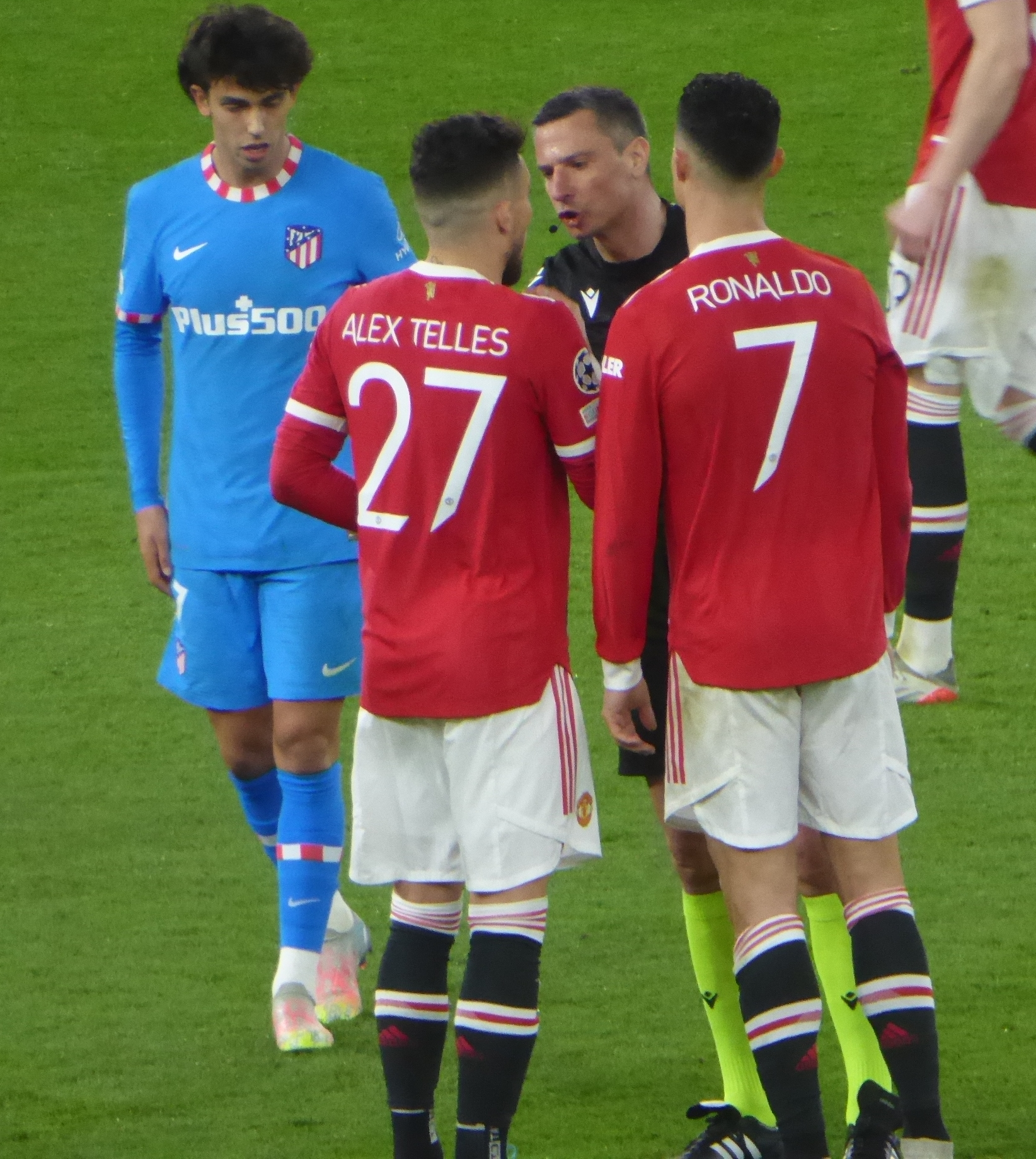
Феликс (слева) в Лиге чемпионов 2021/22 на «Олд Траффорд» против «Манчестер Юнайтед», 15 марта 2022 года

Жуан Феликс пропустил первые три матча «Атлетико» в сезоне 2021/22, продолжая реабилитироваться после травмы лодыжки, которую он получил с ноября. Он вернулся после травмы 12 сентября, заменив Антуана Гризманна на 58-й минуте в гостевом матче с «Эспаньолом» (2:1). 18 сентября Феликс был удалён на 78-й минуте в домашнем матче с «Атлетик Бильбао» (0:0) за то, что назвал судью «сумасшедшим», что привело к его двухматчевой дисквалификации. Феликс начал возвращать своё место в составе после того, как он сыграл в трёх следующих матчах «Атлетико», создав оба гола «Атлетико» в домашней победе над «Барселоной» (2:0), а также ассистировав Антуану Гризманну во втором голе в домашнем поражении против «Ливерпуля» (2:3) в Лиге чемпионов и ассистировав Луису Суаресу в первом голе в домашней ничьей против «Реал Сосьедада» (2:2). Свой первый гол в сезоне он забил 31 октября, в домашней победе над «Реал Бетисом» (3:0). За свои выступления в октябре Феликс был признан болельщиками «Атлетико Мадрид» игроком месяца.
20 ноября получив травму подколенного сухожилия в матче с «Осасуной», Феликс начал конфликтовать с главным тренером Диего Симеоне, потеряв место в стартовом составе, что привело к слухам о его возможном уходе из клуба в январе, которые президент «Атлетико Мадрид» Энрике Сересо отверг. Несмотря на то, что он произвёл впечатление в мадридском дерби с «Реалом» (2:0), выйдя со скамейки запасных, 17 декабря тренер Диего Симеоне заявил, что он «важный игрок для команды, но „всё может случиться“ в январе». 22 декабря он получил от тренера возможность выйти в старте против «Гранады», забив один гол в проигрыше 1:2.
19 февраля 2022 года Феликс провёл свой 100-й матч за клуб, открыв счёт и сделав ассист в гостевой победе «Атлетико» над «Осасуной» (3:0). 23 февраля Феликс забил дебютный гол «Атлетико» в домашней ничьей с «Манчестер Юнайтед» (1:1) в первом матче 1/8 финала Лиги чемпионов. В ответном матче Феликс стал автором гола Ренана Лоди, которому ассистировал Антуан Гризманн, и помог «Атлетико» победить «Манчестер Юнайтед» (1:0) на «Олд Траффорд» и выйти в четвертьфинал, одержав суммарную победу 2:1. В следующих шести матчах, забив шесть голов и отдав две голевые передачи, Феликс был удостоен в марте награды «Игрок месяца». 17 апреля в матче против «Эспаньола» португалец получил травму подколенного сухожилия, выбыв из строя до конца сезона. В конце сезона Феликс был удостоен награды «Игрок сезона» по версии болельщиков «Атлетико Мадрид», завершив сезон с 10 голами и 6 передачами.

#### Желание покинуть «Атлетико» и аренда в «Челси» (2022—2023)
15 августа начал сезон 2022/23, впервые в своей карьере отдав хет-трик передач, когда «Атлетико» обыграл «Гетафе» со счётом 3:0 в гостях. При этом он стал третьим португальцем, отдавшим три передачи в одном матче в Ла Лиге. Последующим матчам предшествовал спор о взаимоотношениях Феликса с Диего Симеоне, в результате которого португалец потерял место в стартовом составе и стал пятым нападающим клуба после Анхеля Корреа, Антуана Гризманна, Альваро Мораты и Матеуса Куньи. Его отношения с тренером ухудшились ещё больше 10 октября, во время матча группового этапа Лиги чемпионов против «Брюгге», когда во второй половине встречи Симеоне трижды отправлял его на разминку, оставляя на скамейке запасных. После этого он попросил своего агента Жорже Мендеша найти ему новый клуб в зимнее трансферное окно, и этот эпизод спровоцировал его желание покинуть клуб. 29 октября после эпизодических выступлений за «Атлетико» в следующих матчах Феликс вышел на замену на 60-й минуте и забил свои первые два гола в сезоне, когда он был признан человеком матча в гостевом поражении от «Кадиса» со счётом 2:3.
6 декабря во время чемпионата мира 2022 года генеральный директор «Атлетико» Мигель Анхель Хиль Марин подтвердил намерение клуба продать Феликса, заявив, что «Феликс — это самая большая ставка, которую когда-либо делал клуб. Я считаю его игроком мирового уровня, но его отношения с тренером, игровое время, мотивация… считаю разумным проанализировать, есть ли выход из этой ситуации. Я бы хотел, чтобы он остался, но решение за игроком».
11 января 2023 года Жуан Феликс перешёл в клуб Премьер-лиги «Челси» на правах аренды до конца сезона 2022/23, продлив перед этим свой контракт с «Атлетико» до 2027 года. Дебют состоялся на следующий день в матче против «Фулхэма» (2:1), в котором он был удалён на 58-й минуте за подкат против Кенни Тете, а затем получил трёхматчевую дисквалификацию. 11 февраля вернувшись после дисквалификации Феликс забил свой первый гол за клуб в матче с «Вест Хэм Юнайтед» (1:1). Забив четыре гола в 20 матчах, президент «Атлетико» Энрике Сересо подтвердил, что новый главный тренер «Челси» Маурисио Почеттино не хочет подписывать Феликса на постоянной основе после истечения срока его аренды. Это заставило португальского игрока вернуться в «Атлетико».

#### Желание перейти в «Барселону»
Жуан Феликс вернулся на предсезонную подготовку в июле, где почти сразу же произошёл напряжённый диалог со спортивным директором «Атлетико» Андреа Бертой, и он был вынужден тренироваться с резервистами. Ситуация между Феликсом и «Атлетико», особенно с тренером, ухудшилась ещё в прошлом сезоне, что и послужило причиной его аренды в «Челси». Его агент Жорже Мендеш предложил его «Пари Сен-Жермен», но клуб отказался подписать игрока.
Я бы хотел играть за «Барселону». Этот клуб всегда был для меня на первом месте, и я хотел бы присоединиться к каталонцам. Быть игроком «Барселоны» — моя детская мечта. Если это произойдёт, то моя мечта станет явью.
18 июля Феликс заявил о своём желании перейти в «Барселону» в интервью Фабрицио Романо. Директора и болельщики «Атлетико» не оценили заявление игрока, предложившего себя одному из главных конкурентов клуба, в результате чего он не сыграл ни одной минуты на предсезонке летом, а также стал объектом свиста со стороны болельщиков «Атлетико» каждый раз, когда появлялся на стадионе «Метрополитано». Он также лишился футболки с номером 7, уступив её Гризманну, а сам стал играть под номером 18. Феликс получил предложение от саудовского клуба «Аль-Хиляль» перейти к ним на правах годичной аренды, а его тренер и соотечественник Жоржи Жезуш неоднократно пытался убедить Феликса перейти к ним. Однако «Атлетико» отклонил предложение «Аль-Хиляля», так как хотел продать Феликса на постоянной основе. Он был вызван на первый официальный матч «Атлетико» в сезоне 2023/24 против «Гранады», но появился лишь на скамейке запасных.

#### Аренда в «Барселону» (2023—2024)
1 сентября Жуан Феликс перешёл в «Барселону» на правах аренды на сезон 2023/24, вместе со своим товарищем по сборной Португалии Жуаном Канселу. Изначально каталонский клуб не был заинтересован в нём, но после неудачных попыток приобрести Бернарду Силвы и Неймара, клуб обратил внимание на Феликса, а главный тренер Хави дал своё согласие на переход. По словам Маттео Моретто из Relevo, «Барселона» покрыла 100 % его зарплаты, которая была реструктурирована после того, как португалец согласовал продление контракта до 2029 года перед уходом из «Атлетико» и, как следствие, понизил свою годовую зарплату, что было крайне важно, чтобы его сделка вписывалась в лимит зарплат «Барселоны» в Ла Лиге .
Он дебютировал через два дня, выйдя на замену на 80-й минуте в гостевом матче с «Осасуной» (2:1). 16 сентября он забил свой первый гол в стартовом составе «Барсы», открыв счёт на 25-й минуте в матче с «Реал Бетисом» (5:0), забив с острого угла. Впоследствии его хвалили за диктующую игру, а после игры он сказал: «Очень рад снова играть в стартовом составе спустя некоторое время. Очень приятные ощущения. В этой команде легко играть». 19 сентября Феликс дебютировал за «Барселону» в Лиге чемпионов, забив дважды и отдав ассист в победе над «Антверпеном» со счётом 5:0, и был назван лучшим игроком матча. После одиннадцати матчей без забитых мячей, 28 ноября он забил победный гол в домашнем поединке против «Порту» (2:1) в групповом этапе Лиги чемпионов, обеспечив клубу выход в плей-офф впервые с сезона 2020/21 .
3 декабря он забил единственный гол в победе над своим родительским клубом «Атлетико Мадрид» (1:0). В ответном матче на «Метрополитано» 17 марта Феликс открыл счёт в победе «Барселоны» над «Атлетико Мадрид» (3:0), благодаря чему команда поднялась на второе место в турнирной таблице Ла Лиги. Он стал первым игроком, забившим в обоих матчах против «Атлетико» в одном сезоне чемпионата со времён Лионеля Месси в сезона 2019/20.

### «Челси» и аренда в «Милан»
21 августа 2024 года английский клуб «Челси» объявил о переходе игрока и подписании с ним контракта на 7 лет.
4 февраля 2025 года перешёл в клуб итальянской Серии А «Милан» на правах аренды до конца сезона 2024/25. Он дебютировал в Кубке Италии в матче против «Ромы» 6 февраля 2025 года, заменив Кристиана Пулишича на 59-й минуте игры, а спустя 12 минут забил свой первый мяч за «Милан».

### «Ан-Наср»
29 июля 2025 года стал игроком саудовского клуба «Ан-Наср», сумма сделки составила 30 млн. евро или 50 млн. с учетом бонусов.

## Карьера в сборной

### Молодёжные сборные
14 июня 2017 года Жуан Феликс начал свою международную карьеру в составе сборной Португалии до 18 лет, дебютировав в матче против сборной Норвегии, заменив Элвеша Балде на 58-й минуте. В этом товарищеском матче Феликс забил дубль в победе 3:0 в Лиссабоне. 10 октября 2017 года Жуан дебютировал за сборную Португалии до 21 года в квалификации чемпионата Европы 2019 года, в матче против сборной Боснии и Герцеговины (3:1), заменив Шадаша на 56-й минуте.
15 января 2018 года Феликс дебютировал за сборную Португалии до 19 лет, заменив на 27-й минуте травмированного Жорже Тейшейру в матче с Турцией (2:1). 23 марта 2018 года Жуан забил свой первый гол за сборную Португалии до 21 года в победе над Лихтенштейном со счётом 7:0. В конце квалификации он забил четыре гола, что помогло сборной Португалии выйти в плей-офф. В первом этапе плей-офф Португалия встретилась с Польшей, победив на выезде 1:0, но во втором проиграла дома 1:3 и не смогла квалифицироваться на турнир.
В течение своей международной молодёжной карьеры Феликс представлял сборные до 18, до 19 и до 21 года, сыграв 14 матчей матчей и забив в общей сложности 6 голов.

### Основная сборная
15 марта 2019 года главный тренер Фернанду Сантуш впервые вызвал Феликса в национальную сборную перед стартовыми матчами отборочного турнира Евро-2020. Во время тренировки с национальной командой Жуан травмировал ногу и поэтому пропустил матч Португалии против сборной Сербии.
Феликс также был вызван в состав сборной на финальную стадию Лиги наций УЕФА 2019 года. Он дебютировал за национальную сборную 5 июня в полуфинале против сборной Швейцарии, где был заменён на 71-й минуте при счёте 3:1. Через четыре дня Португалия обыграла Нидерланды со счётом 1:0 в финале турнира. Свой первый гол он забил 5 сентября 2020 года в домашней победе над сборной Хорватией (4:1) в Лиге наций УЕФА 2020/21. Феликс был вызван на Евро-2020, заменив Жоау Моутинью на 55-й минуте в матче с Бельгией (1:0) в 1/8 финала.
В октябре 2022 года он был включён в предварительный состав Португалии на чемпионат мира 2022 года в Катаре, а затем попал в окончательный состав из 26 человек. 25 ноября Феликс забил свой первый гол на чемпионате мира в матче группового этапа против сборной Ганы со счётом 3:2. 6 декабря отдал две голевые передачи в победе Португалии над Швейцарией со счётом 6:1 в 1/8 финала. Португалия выбыла в четвертьфинале, проиграв сборной Марокко (0:1), которое стало первой страной КАФ, вышедшей в полуфинал чемпионата мира.
11 сентября 2023 года Феликс стал участником самой крупной победы сборной Португалии в международной истории — 9:0 над Люксембургом в отборочном турнире Евро-2024.

## Характеристика игрока

### Стиль игры

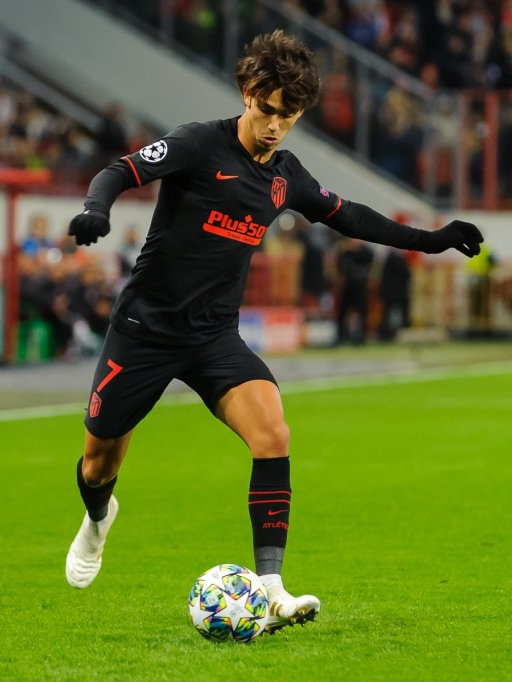
Феликс в составе мадридского «Атлетико» в 2019 году

Жуан Феликс считается очень искусным и техничным игроком, способным играть на нескольких позициях в нападении благодаря своей универсальности; на протяжении своей карьеры он играл на позиции нападающего, второго нападающего и даже вингера, хотя его основной позицией является позиция атакующего полузащитника. В «Бенфике» Феликс обычно играл вторым нападающим в схеме 4-4-2, где на него возлагалась задача связывать полузащиту с атакой, а также создавать моменты для основного нападающего команды, при этом ему предоставлялась свобода действий, чтобы самому прорываться в штрафную и забивать голы. В «Атлетико Мадрид» он иногда играл в похожей роли, но чаще всего его ставили в качестве вингера на обоих флангах или второго нападающего в расстановке 4-4-2. Технически одарённый и умный игрок, нацеленный на ворота, его основными чертами являются креативность, завершение игры, касание мяча и навыки дриблинга, а также видение и точный пас.

### Имидж
В «Бенфике» Феликс считался одним из самых перспективных игроков, вышедших из молодёжной академии клуба, а эксперты считали его одним из самых талантливых молодых игроков в мировом футболе. Его стиль игры заставляет сравнивать его с бывшим бразильским плеймейкером Кака и бывшими игроками «Бенфики» Руй Коштой и Жоаном Пинту; некоторые СМИ также сравнивают его с соотечественником Криштиану Роналду, а также с бывшими нападающими «Атлетико Мадрид» Серхио Агуэро и Антуаном Гризманном.
Говоря о стиле игры Феликса в 2019 году, Руй Кошта похвалил юношу за его «понимание игры» и «способность знать, где находиться перед воротами». Жоау Тральян, бывший тренер молодёжной команды в «Бенфике», высоко оценив универсальность Феликса, сказал: «Он может играть где угодно [в атаке], потому что всегда находит свободное пространство, чтобы делать то, что хочет тренер. Он понимает это позиционирование, как немногие в мире, он очень умён».

## Достижения

### Командные
«Бенфика»
- Чемпион Португалии: 2018/19

«Атлетико Мадрид»
- Чемпион Испании: 2020/21

«Челси»
- Победитель Лиги конференций УЕФА: 2024/25

Сборная Португалии
- Победитель Лиги наций УЕФА (2): 2018/19, 2024/25

### Личные
- Игрок года в «Атлетико Мадрид»: 2021/22[152]
- Игрок месяца в «Атлетико Мадрид» (2): октябрь 2020[153], декабрь 2021[154]
- Обладатель премии Golden Boy: 2019[155]
- Обладатель премии Globe Soccer Awards как открытие года: 2019[156]
- Входит в состав символической сборной сезона Лиги Европы УЕФА: 2018/19[157]
- Игрок месяца в Примейра-лиге: январь 2019[158]
- Открытие сезона в Примейра-лиге: 2018/19[159]
- Лучший молодой игрок сезона в Примейра-лиге: 2018/19[160]
- Обладатель премии «Золотой глобус» как лучший новичок португальского футбола: 2019[161]
- Игрок года по версии A Bola: 2019[162]
- Игрок месяца Ла Лиги (2): ноябрь 2020[163], март 2022[164]
- Автор гола месяца в Ла Лиге: апрель 2024[165]

## Статистика выступлений

### Клубная
| Выступление      | Выступление      | Выступление      | Лига | Лига | Кубки | Кубки | Еврокубки | Еврокубки | Прочие | Прочие | Итого | Итого |
| Клуб             | Лига             | Сезон            | Игры | Голы | Игры  | Голы  | Игры      | Голы      | Игры   | Голы   | Игры  | Голы  |
| ---------------- | ---------------- | ---------------- | ---- | ---- | ----- | ----- | --------- | --------- | ------ | ------ | ----- | ----- |
| → Бенфика B      | Лига Про         | 2016/17          | 12   | 3    | —     | —     | —         | —         | —      | —      | 12    | 3     |
| → Бенфика B      | Лига Про         | 2017/18          | 17   | 4    | —     | —     | —         | —         | —      | —      | 17    | 4     |
| → Бенфика B      | Итого            | Итого            | 29   | 7    | —     | —     | —         | —         | —      | —      | 29    | 7     |
| Бенфика          | Примейра         | 2018/19          | 26   | 15   | 8     | 2     | 9         | 3         | 0      | 0      | 43    | 20    |
| Бенфика          | Итого            | Итого            | 26   | 15   | 8     | 2     | 9         | 3         | 0      | 0      | 43    | 20    |
| Атлетико Мадрид  | Ла Лига          | 2019/20          | 27   | 6    | 1     | 0     | 6         | 3         | 2      | 0      | 36    | 9     |
| Атлетико Мадрид  | Ла Лига          | 2020/21          | 31   | 7    | 1     | 0     | 8         | 3         | 0      | 0      | 40    | 10    |
| Атлетико Мадрид  | Ла Лига          | 2021/22          | 24   | 8    | 2     | 1     | 8         | 1         | 1      | 0      | 35    | 10    |
| Атлетико Мадрид  | Ла Лига          | 2022/23          | 14   | 4    | 1     | 1     | 5         | 0         | 0      | 0      | 20    | 5     |
| Атлетико Мадрид  | Итого            | Итого            | 96   | 25   | 5     | 2     | 27        | 7         | 3      | 0      | 131   | 34    |
| → Челси          | Премьер-лига     | 2022/23          | 16   | 4    | 0     | 0     | 4         | 0         | 0      | 0      | 20    | 4     |
| → Челси          | Итого            | Итого            | 16   | 4    | 0     | 0     | 4         | 0         | 0      | 0      | 20    | 4     |
| → Барселона      | Ла Лига          | 2023/24          | 30   | 7    | 3     | 0     | 9         | 3         | 2      | 0      | 44    | 10    |
| → Барселона      | Итого            | Итого            | 30   | 7    | 3     | 0     | 9         | 3         | 2      | 0      | 44    | 10    |
| Челси            | Премьер-лига     | 2024/25          | 12   | 1    | 3     | 2     | 5         | 4         | 0      | 0      | 20    | 7     |
| Челси            | Итого            | Итого            | 12   | 1    | 3     | 2     | 5         | 4         | 0      | 0      | 20    | 7     |
| → Милан          | Серия A          | 2024/25          | 15   | 2    | 4     | 1     | 2         | 0         | —      | —      | 21    | 3     |
| → Милан          | Итого            | Итого            | 15   | 2    | 4     | 1     | 2         | 0         | —      | —      | 21    | 3     |
| Всего за карьеру | Всего за карьеру | Всего за карьеру | 224  | 61   | 23    | 7     | 56        | 17        | 5      | 0      | 308   | 85    |

### Матчи за сборную
| № | Дата             | Оппонент  | Счёт | Голы | Соревнование                       |
| - | ---------------- | --------- | ---- | ---- | ---------------------------------- |
| 1 | 5 июня 2019      | Швейцария | 3:1  | —    | 1/2 финала Лиги наций УЕФА 2018/19 |
| 2 | 7 сентября 2019  | Сербия    | 4:2  | —    | Отбор ЧЕ-2020 (группа В)           |
| 3 | 10 сентября 2019 | Литва     | 5:1  | —    | Отбор ЧЕ-2020 (группа В)           |

Итого: 3 матча / 0 голов; 3 победы, 0 ничьих, 0 поражений.

## Личная жизнь
Жуан Феликс родился в Визеу. Его родители Карлос и Карла — учителя. У него есть младший брат Угу, который играет за молодёжный состав «Бенфики». В детстве кумирами Феликса были Кака и Руй Кошта, последнему он стремился подражать. До мая 2023 года Феликс состоял в отношениях с португальской актрисой Маргаридой Корсейру.
В апреле 2020 года Феликс пожертвовал оборудование в рамках краудфандинговой кампании для больницы в своём родном городе Визеу во время пандемии COVID-19.